# Dudulești, Găgăuzia
Dudulești este un sat din cadrul comunei Congazcicul de Sus din Unitatea Teritorială Autonomă Găgăuzia, Republica Moldova.

## Demografie

### Structura etnică
Structura etnică a localității conform recensământului populației din 2004:
| Grup etnic                    | Populație | % Procentaj |
| ----------------------------- | --------- | ----------- |
| Băștinași declarați Moldoveni | 43        | 95,56%      |
| Găgăuzi                       | 2         | 4,44%       |
| Total                         | 45        | 100%        |